# 대진성주회
대진성주회는 대순진리회 성주방면이 별개의 교단으로 분파된 증산계 종교이다.
대진교육재단을 통해 중원대학교를 운영한다.